# Vladimiro I de Kiev

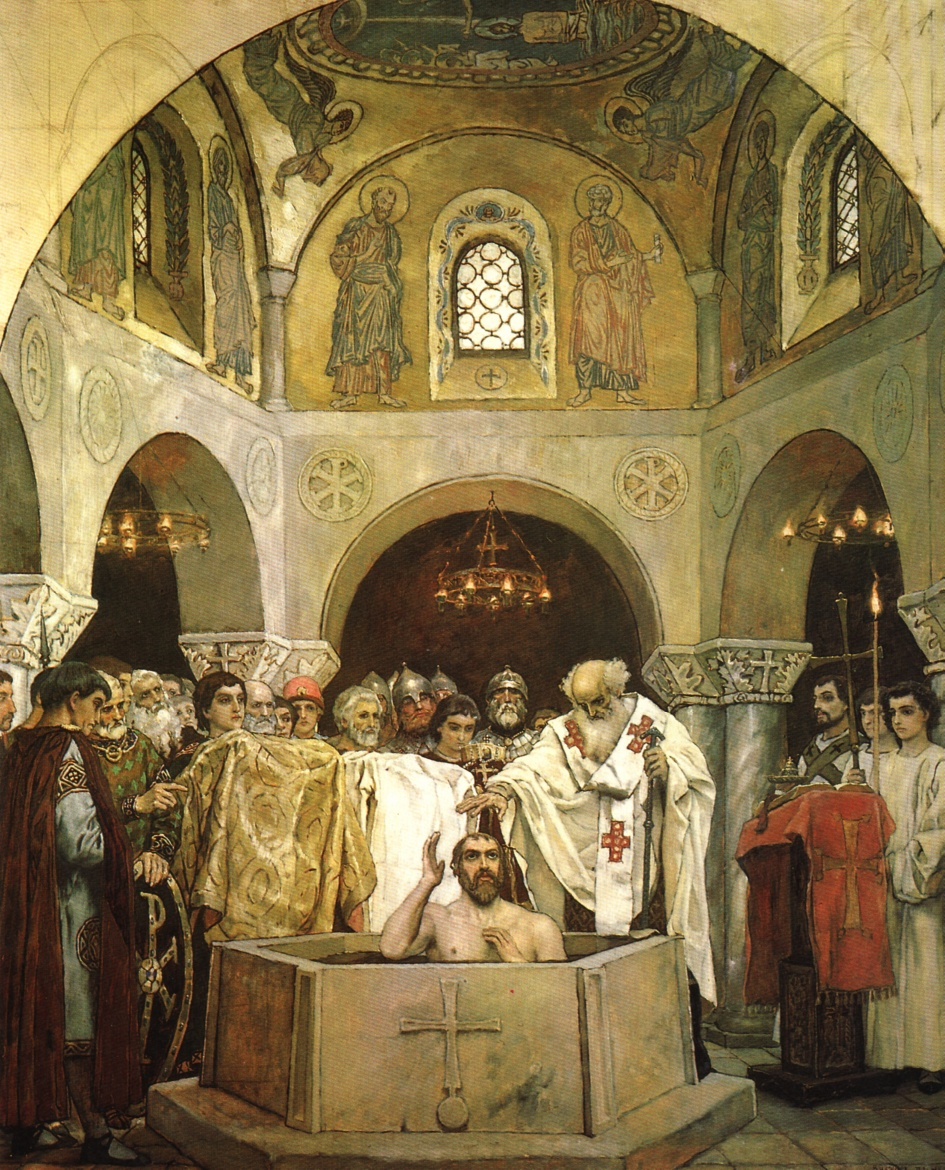
El bautismo de San Vladimiro por Víktor Vasnetsov. Catedral de San Volodýmyr de Kiev.

San Vladimiro (Volodýmyr) El Grande Sviatoslávich  (958 en Kiev-15 de julio de 1015 en Bérestove, que hoy forma parte de Kiev  50°26′14″N 30°33′18″E / 50.4373535, 30.5548926), príncipe de Nóvgorod (970) y Gran príncipe de Kiev  (980-1015), canonizado en el siglo XIII, fue quien cristianizó la Rus de Kiev, unió su imperio y creó un sentimiento nacionalista por el país cuando no era común.
Se convirtió al cristianismo en 988 e inició la cristianización de la Rus de Kiev. Era hijo del príncipe Sviatoslav I. El catolicismo conmemora su festividad el 15 de julio y la Iglesia ortodoxa el 28 de julio.
De acuerdo con la Crónica de Néstor, la crónica más temprana de la Rus de Kiev, su nombre real era Volodýmer (en eslavo antiguo: Володимеръ). Dependiendo del idioma, este nombre puede tener variaciones: en ucraniano moderno Volodýmyr (Володимир), en ruso moderno Vladímir (Влади́мир), en nórdico antiguo Valdamarr, en nórdico moderno Valdemar, en antiguo eslavo oriental: Володимеръ Святославичь; en ucraniano: Володимир Святославич; en ruso: Владимир I Святославич, Владимир Красное Солнышко; Volodýmyr y Vladímir se castellanizan como Vladimiro.

## Biografía
Fue el último hijo del Gran Príncipe de Kiev Sviatoslav I y Malusha, una esclava descrita en las leyendas como profetisa, y nieto de la cristiana y posterior Santa Olga de Kiev. El hermano de Malusha, Dobrynia, fue el tutor de Vladimiro y un gran consejero,quien lo educó según el paganismo, puesto que su padre se opuso a que fuera educado en el cristianismo. 
En el año 969, Sviatoslav designó a sus 3 hijos como jefes de diferentes estados, mientras él se fue a campañas militares al Danubio. Vladimiro fue designado como gobernante de Nóvgorod, mientras que a Yaropolk, su hijo legítimo, le dio Kiev y el tercer hijo Oleg, se instaló en las tierras de Drevlinia. Después de la muerte de Sviatoslav en el año 972, se desató una guerra entre los hermanos Yaropolk y su hermano menor Oleg, regente de Drevlinia, tierra de los drevlianos, al que venció, mató y se apoderó de su territorio. Luego se pelearon los dos hermanos restantes triunfando sobre Vladimiro, huyendo éste a Escandinavia.  
En 977, Vladimiro visitó a Håkon Sigurdsson, gobernante de Noruega, y reclutó la mayor cantidad de guerreros vikingos que pudo, para que le ayudaran a recuperar Nóvgorod, que lo hizo al año siguiente, y que estaba bajo e mando de Yaropolk.
De camino a Kiev, envió embajadores a Rógvolod, el príncipe de Pólatsk, para pedir la mano de su hija Rogneda. La princesa rehusó casarse con él, pero Vladimiro atacó a Pólatsk y tomó a Rogneda a la fuerza, quien en menos de un año, le dio a un heredero, e futuro príncipe Iziaslav de Pólatsk. 
Pólatsk resultó ser un lugar clave, junto con Smolensk, pues se decidió ir sobre la conquista de Kiev en el año 980, cuando Vladimiro acusó a Yaropolk de traición y fue proclamado gobernante de la Rus de Kiev. Yaropolk fue traicionado y asesinado por mercenarios varegos.

## Reinado

Escudo de armas de Vladimiro, base del escudo de Ucrania.

Ya como regente del principado, Vladimiro continuó expandiendo sus territorios. En 981, conquistó numerosas ciudades ubicadas en lo que hoy es la Galicia ucraniana; en 983, se apoderó de la zona que se encuentra entre Lituania y Polonia, además de construir muchas fortalezas y colonias alrededor de su reino. En 984, unificó bajo su poder a los eslavos del este y, en 985, venció a los búlgaros del Volga. Los años subsiguientes, se dedicó a consolidar su reinado, incrementó la defensa con fortalezas en las fronteras y riberas de los ríos y con colonizadores reforzando a los dirigentes locales.  

## Cristianización de Rus de Kiev
A pesar de que el cristianismo había ganado muchos adeptos, Vladimiro siguió siendo pagano y llegó a tener hasta 800 concubinas y numerosas esposas, erigiendo estatuas y templos paganos.
Sin embargo, por consejo de sus allegados, Vladimiro envió a varios emisarios a estudiar las religiones de varios de los países vecinos que le habían pedido que se uniera a sus respectivas religiones. Descartó el Islam, el judaísmo, el cristianismo romano y se quedó con el cristianismo ortodoxo, debido a lo maravillados que se quedaron sus emisarios al llegar a Constantinopla y ver los festivales que, la Iglesia Bizantina había preparado para ellos. Su abuela, Olga de Kiev, se había convertido al cristianismo ortodoxo en la década de los años 950.    
La conversión de Vladimiro al cristianismo dice que, en 987, Bardas Esclero y Bardas Focas se rebelaron contra el emperador Basilio II. Los dos rebeldes unieron fuerzas por un tiempo, pero poco después Bardas Focas se autoproclamó emperador. Basilio pidió a la Rus de Kiev ayuda, aunque en esa época se consideraban enemigos. Vladimiro accedió y envió 6.000 soldados al Imperio bizantino que pusieron fin a la revuelta, a cambio de la mano de su hermana Ana Porfirogéneta, y cuando terminaron las batallas, iniciaron los arreglos para la boda y aceptó convertirse al cristianismo. Vladimiro fue bautizado en Quersoneso en el año 988, allanando así el camino hacia la cristianización de la Rus de Kiev, y abandonando así a sus múltiples concubinas.   
Fue la primera boda celebrada entre una princesa griega y un pagano, para lo cual Vladimiro fue bautizado antes de poder formalizar el matrimonio y recibió el nombre de Basilio. El bautizo y el matrimonio causaron grandes cambios en su carácter. A partir de tal evento, se preocupó de propagar la fe cristiana ortodoxa en los pueblos que gobernaba. 
Al regresar a Kiev, derribó todos los monumentos paganos y ordenó para que se realizara la cristianización de la Rus de Kiev, entre 989 y 996, que trabajadores bizantinos y locales, la construcción de numerosas iglesias, monasterios, escuelas y catedrales entre ellas la Iglesia de la Dormición de la Virgen, que fue la primera iglesia de piedra de Kiev, la Catedral antigua de Santa Sofía (989) en Kiev, la Catedral de la Transfiguración en Cherníhiv y la catedralen Pereyáslav. 
En 989, conquistó la península de Crimea. De allá trajo consigo en concordancia con los obispos, a sacerdotes, libros sagrados y objetos litúrgicos. Luego ordenó un bautizo masivo de los habitantes en el río Dniéper.    
Después de su matrimonio con Ana, formó un gran consejo con sus más cercanos consejeros, además de sus 12 hijos y 10 hijas. Vladimiro el Grande, consiguió tal apodo, pues consultaba con su consejo y con los obispos los asuntos estatales que atañían y a la religión; practicaba el diezmo eclesiástico, con lo que se construyeron los templos religiosos. 
La relación con la Iglesia de Constantinopla disminuyó de intensidad, concentrándose en obispos ucranianos.

## Su política
Una vez que se cristianizó Vladimiro, dejó de seguir conquistando y se dedicó  la consolidación económica y administrativa de su reino. Su política exterior fue de amistad con sus vecinos, como con Esteban I de Hungría, Boleslao de Polonia y Vladivoj (en) del Ducado de Bohemia. 
Cuando la estabilidad fue notable en su reino, este mismo fue repartido y entregado a 7 de sus hijos como gobernadores de las diferentes regiones así: Nóvgorod-Síverski a Yaroslav, Rostov al futuro mártir y santo Borís, Túrov a Sviatopolk, Múrom a Gleb, Pólotsk a Iziaslav; Drevlinia a Sviatoslav y Tmutarakán a Mstilav. En cada región creó una estructura administrativa, favoreciendo la proliferación de escuelas con enfoque eclesiástico, que sirvieron para la formación de futuros clérigos, y una nueva y alta clase social.
Para la justicia Vladimiro introdujo reglamentos que serían las bases de la Justicia de la Rus, el código de leyes de la Rus de Kiev de la época de Yaroslav I. Para la paz  estableció un sistema de compensaciones económicas y reemplazó los tribunales tribales por un sistema basado en la codificación legal de las multas y castigos.  
Ana su esposa murió en 1011. En 1014, cuatro de los príncipes e hijos de Vladimiro, pelearon por sus tierras, saliendo victorioso Sviatopolk, asesinando a Borís, Gleb y Yaroslav, obteniendo así el título de "El maldito".
Vladimiro murió en Bérestove, cerca de Kiev; su cuerpo fue desmembrado y distribuido entre sus numerosas fundaciones sagradas y venerado como reliquia. Una de las universidades de Kiev lleva su nombre, al posibilitar también la introducción de la escritura en el alfabeto cirílico arcaico. 
La Orden de San Vladimiro se concede en Rusia y en los Estados Unidos se halla el Seminario Teológico Ortodoxo de San Vladimiro.

## Significado y legado

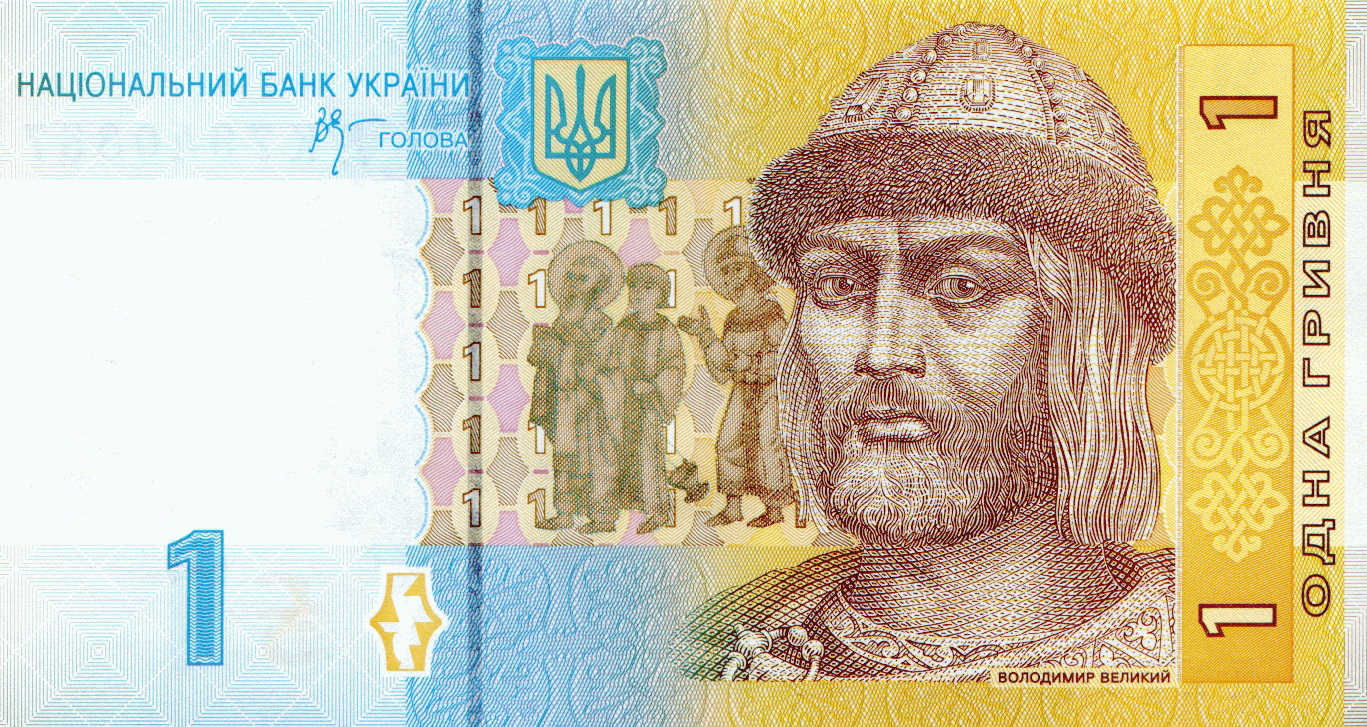
Retrato de Vladimiro el Grande en el anverso del billete de una hryvnia ucraniana, alrededor de 2006.

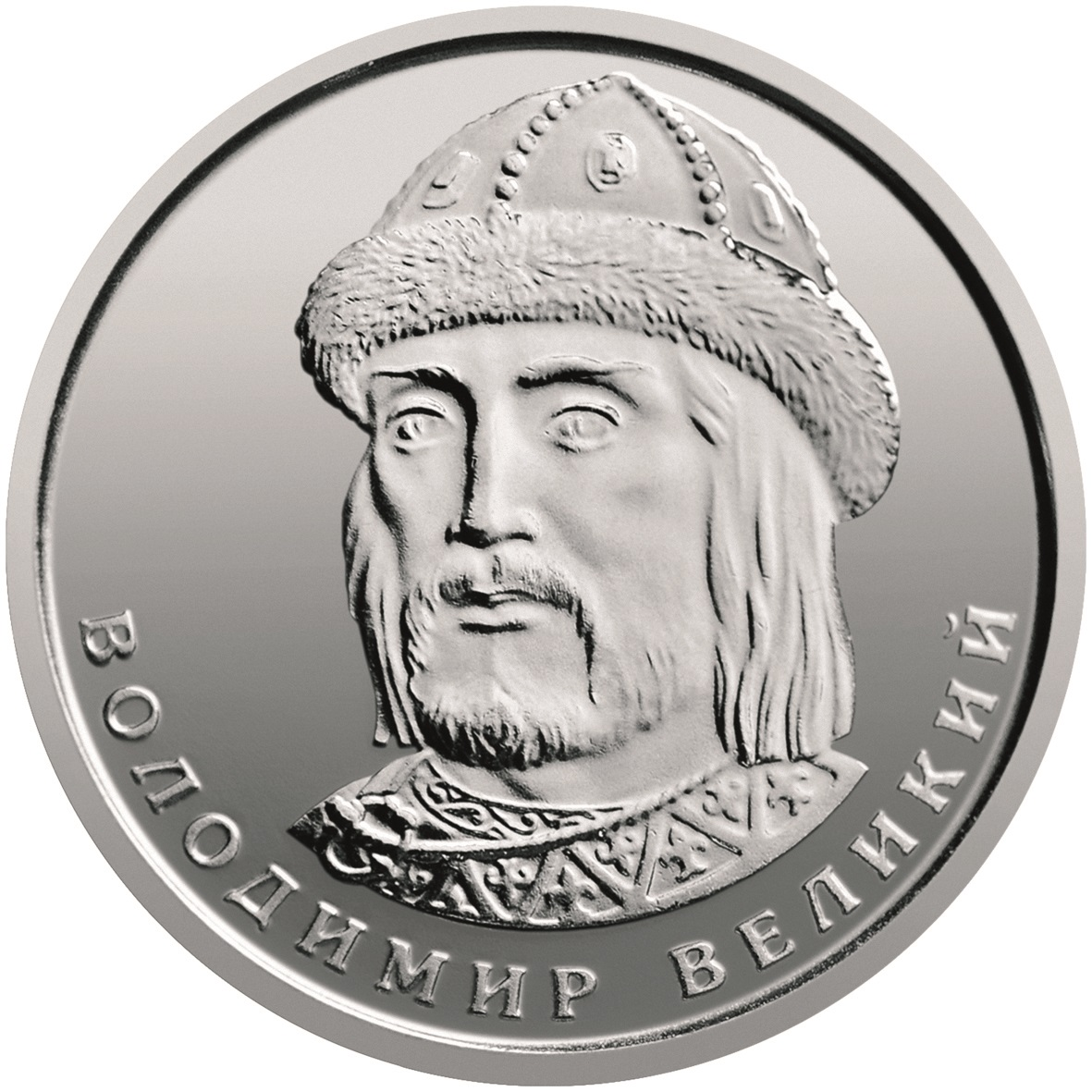
Retrato de Vladimiro el Grande en el reverso de la moneda de una hryvnia ucraniana, hacia 2018.

Las iglesias ortodoxa, luterana de rito bizantino y católica celebran la fiesta de San Vladimiro el 15 o el 28 de julio.
La ciudad Volodýmyr en el noroeste de Ucrania fue fundada por Vladimiro y lleva su nombre. La fundación de otra ciudad, Vladímir en Rusia, suele atribuirse a Vladímir II Monómaco. Sin embargo, algunos investigadores sostienen que también fue fundada por Vladimiro el Grande.
Todas las ramas de la economía prosperaron bajo su mandato. Acuñó monedas y reguló los asuntos exteriores con otros países, como el comercio, trayendo vinos griegos, especias de Bagdad y caballos árabes para los mercados de Kiev. El nombre de Vladimiro penetró en toda la cultura ucraniana (en) y rusa. 

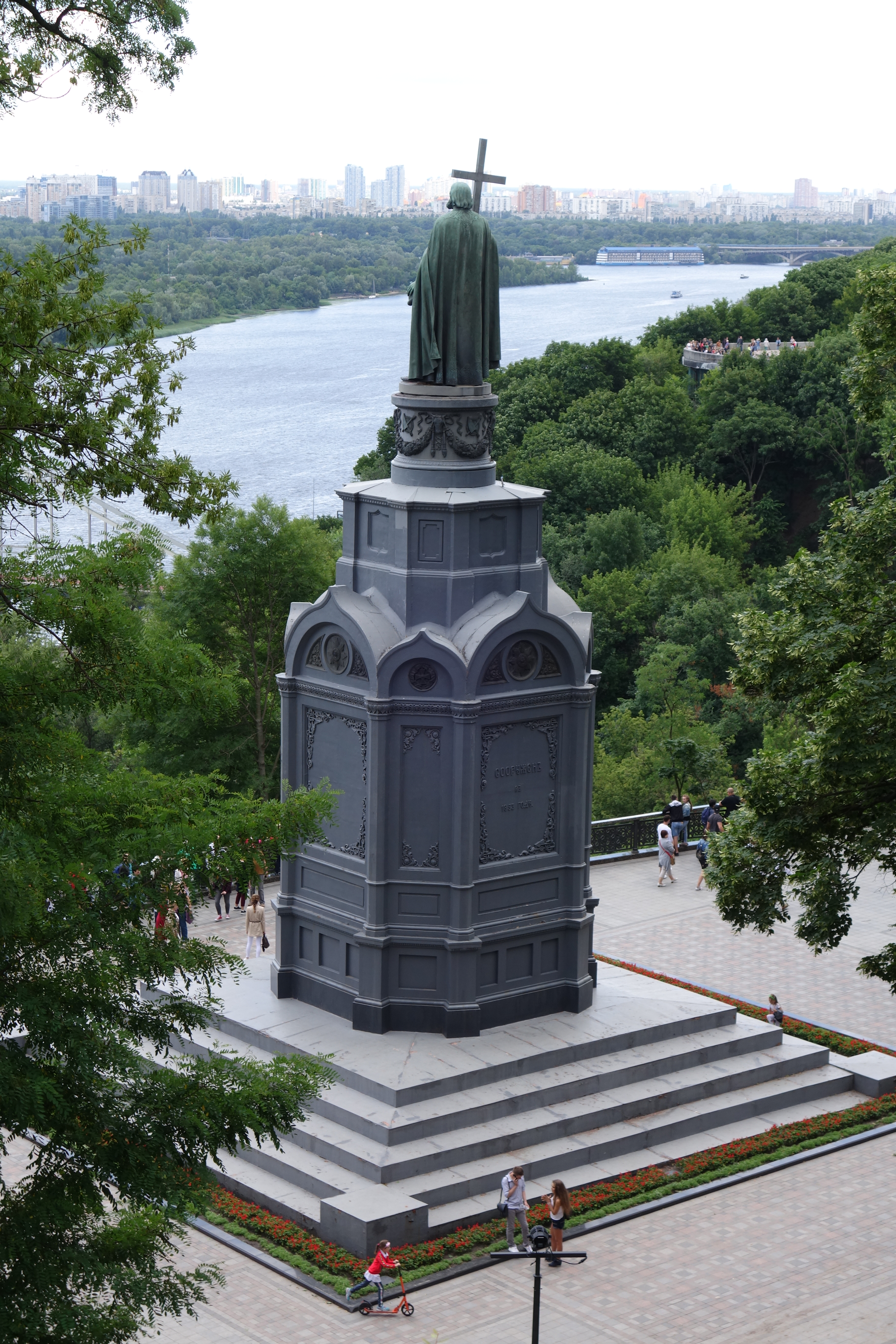
El monumento a Vladimiro I en Kiev con el Dniéper al fondo
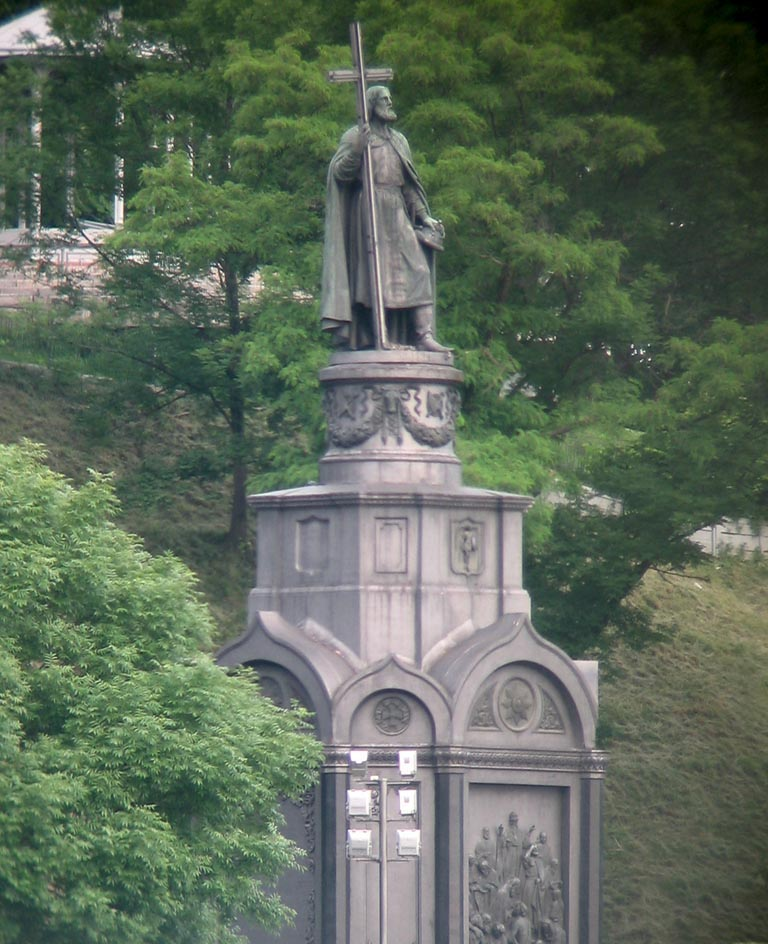
Monumento a Vladimiro el Grande en Kiev, vista frontal
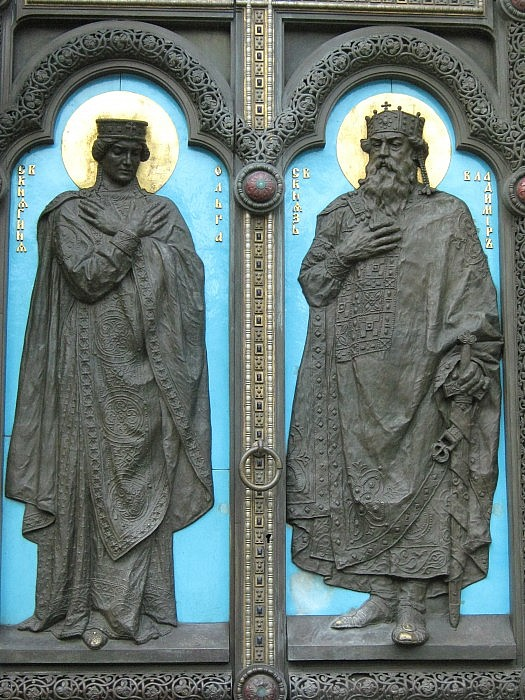
Santa Olga y San Vladimiro en las puertas de la Catedral de San Volodýmir de Kiev
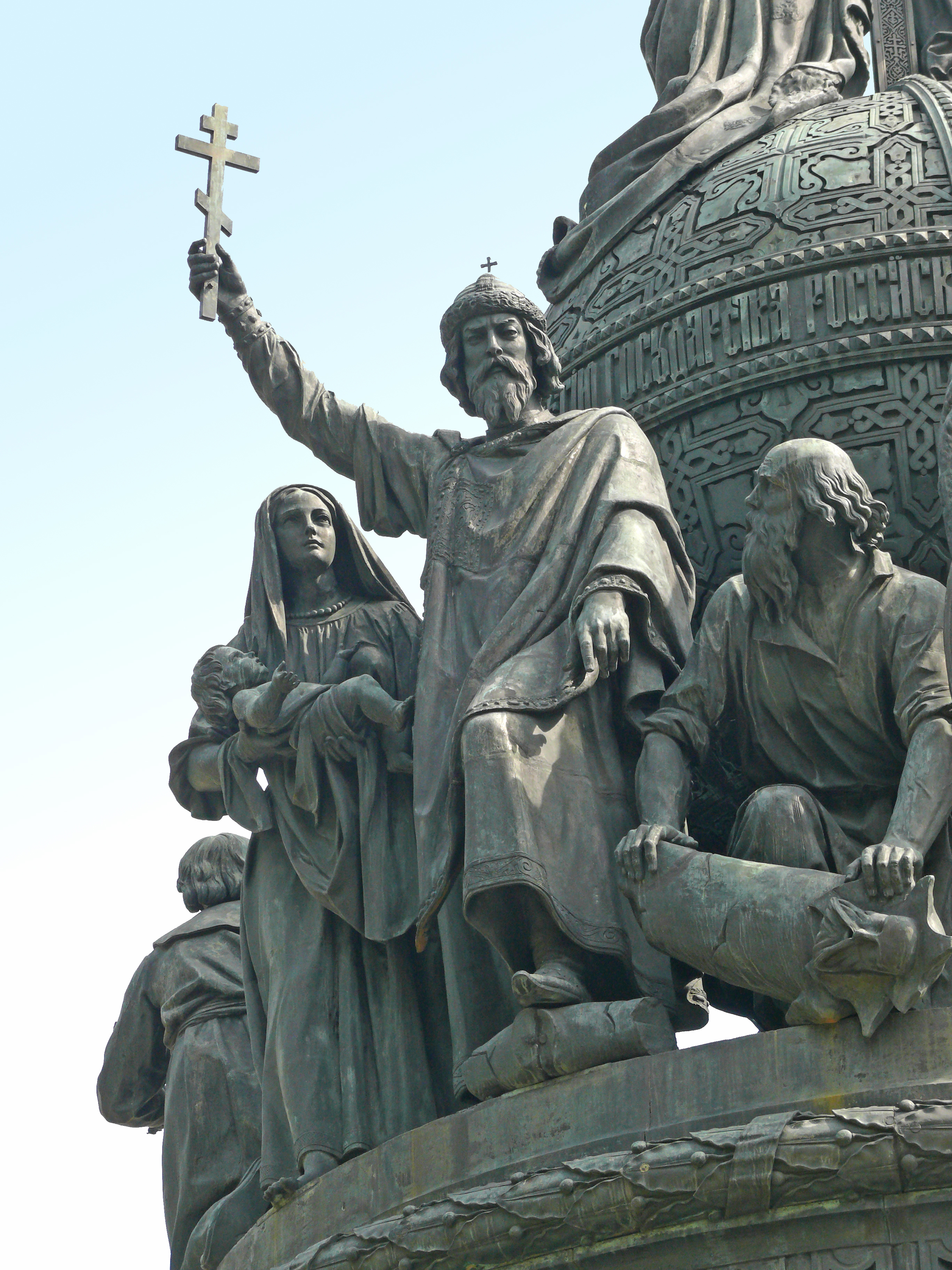
Vladimiro el Grande en el monumento Milenario de Rusia en Nóvgorod
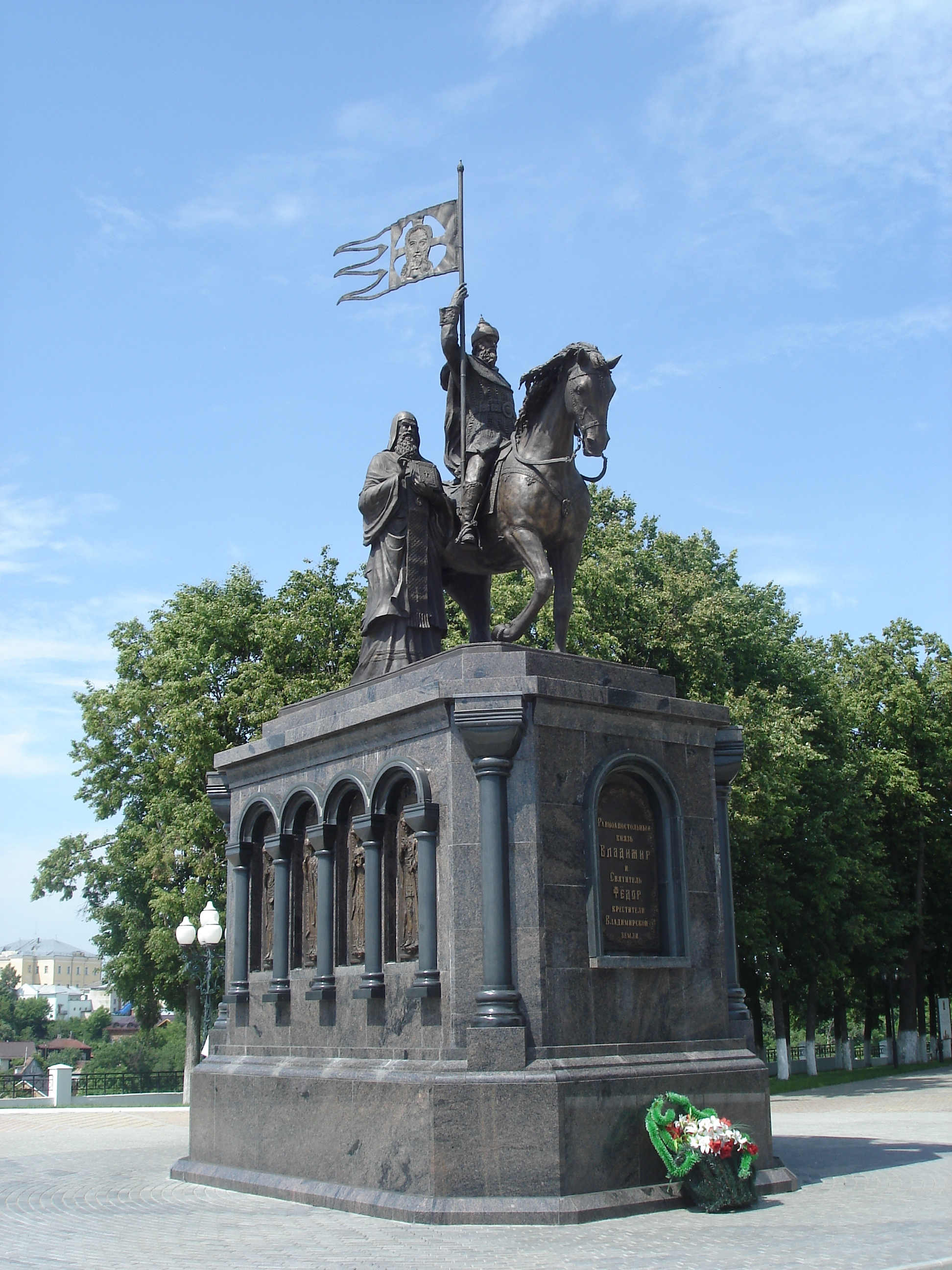
Monumento a Vladimiro el Grande y el monje Fiódor en el Parque Pushkin en Vladímir, Rusia
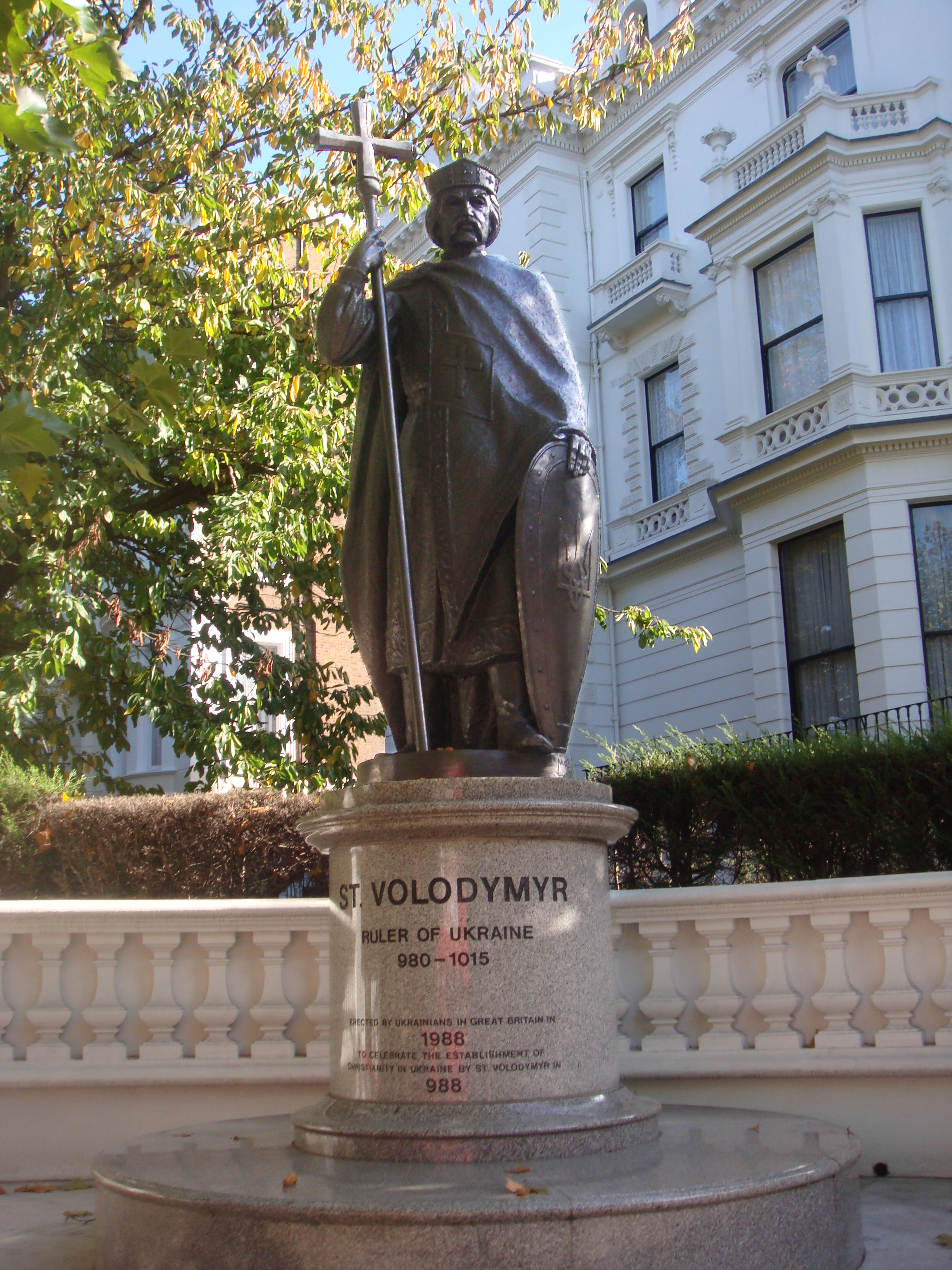
San Vladimiro en Gdańsk, Polonia. Erigida en 2015 con ocasión del milenio desde la muerte de Vladimiro I. Construida con ayuda de la comunidad ucraniana de Gdansk y la diáspora ucraniana por el mundo.
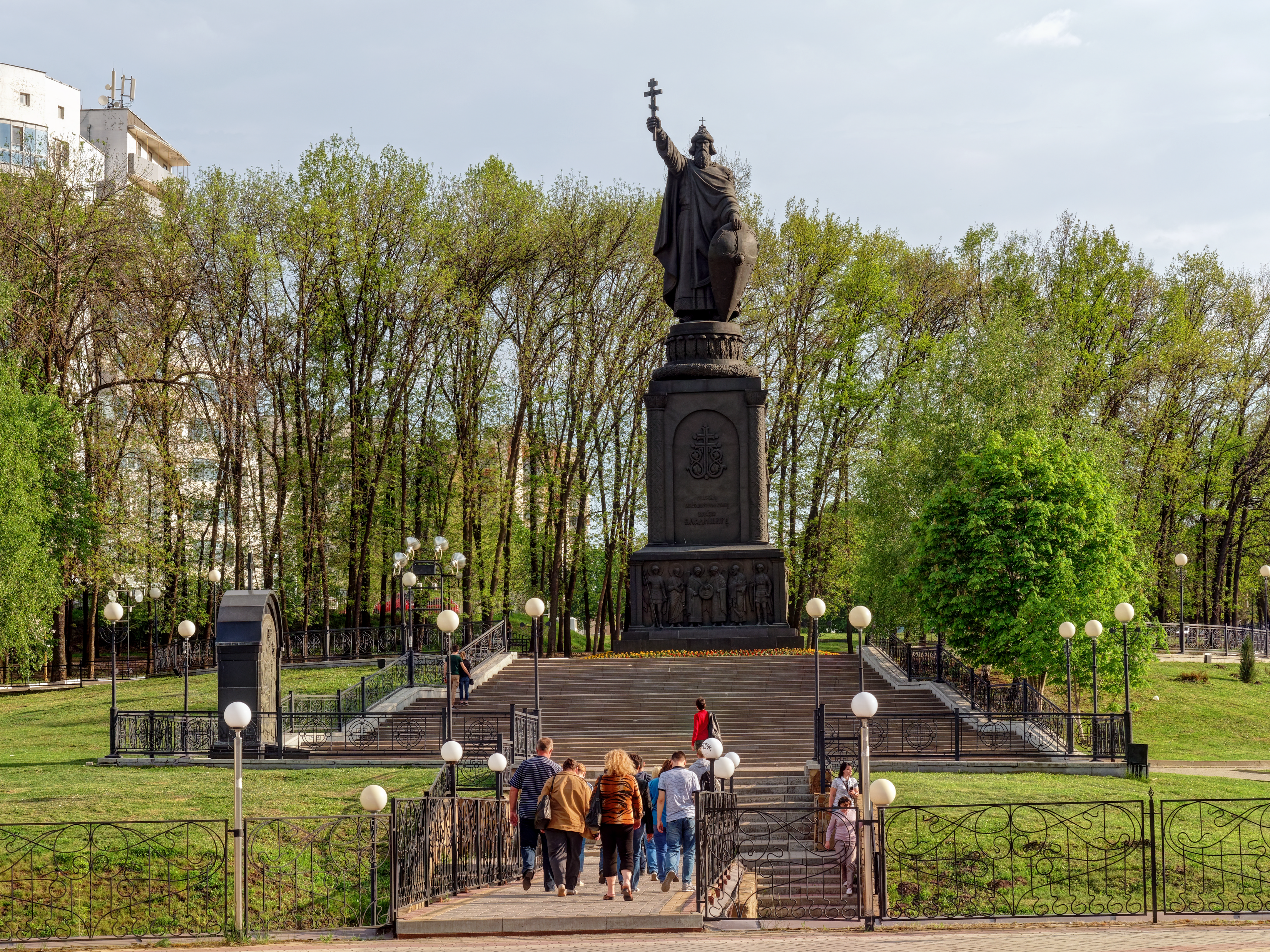
Monumento a San Vladimiro el Grande en Bélgorod, Rusia

## Adaptaciones cinematográficas
- Príncipe Vladímir, película de dibujos animados de 2006.[16]
- Vikingos, película histórica rusa del 2016.[17]